# Synodontis bastiani
Synodontis bastiani és una espècie de peix de la família dels mochòkids i de l'ordre dels siluriformes.

## Morfologia
Els mascles poden assolir els 20,1 cm de llargària total.

## Distribució geogràfica
Es troba a Àfrica: Costa d'Ivori.